# Ídolo de Extremadura
El ídolo de Extremadura es una escultura cilíndrica antropomorfa, que fue esculpida en alabastro, en un lugar indeterminado del valle del Guadalquivir, en época del Calcolítico, en la península ibérica, en el tercer milenio a. C..

## Historia y simbología

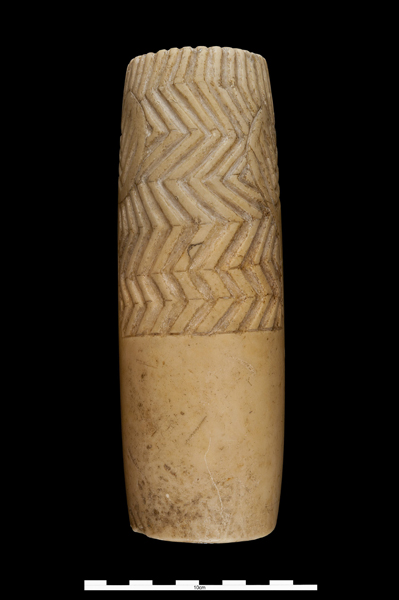
Parte posterior del ídolo

En el ídolo están representados dos grandes ojos de forma circular, unas cejas marcadas con trazos curvos, tres pares de líneas curvas que podrían pertenecer a un tatuaje facial, y en la parte superior y posterior se encuentran una serie de líneas paralelas haciendo zig-zag que reproducen el cabello, siendo este ídolo de similares características a otros que han sido hallados en la zona del valle del Guadalquivir y Baja Andalucía como exponentes del Calcolítico local y que están catalogados como objetos de culto. 
La importancia otorgada a esta iconografía se refleja en su repetición en otros elementos de la cultura material, como son las cerámicas simbólicas. Las variantes observadas en estos ídolos pueden responder a factores territoriales y pese a tratarse de representaciones asexuadas, se han relacionado con divinidades femeninas o personificaciones de la muerte, dentro de creencias centradas en el culto a la fertilidad y vinculadas a sociedades agrarias.  A pesar de su denominación como ídolo de Extremadura su procedencia más probable estaría al Sur del valle del Guadalquivir (Sin datos para poder respaldar esta afirmación).

## Conservación
El ídolo forma parte de la colección del Museo Arqueológico Nacional de España, en Madrid, correspondiéndole el número de inventario 20572, perteneciendo a la exposición «Tesoros del Museo Arqueológico Nacional».